# رومالد بوكو
رومالد بوكو Romuald Boco، من مواليد 8 يوليو 1985 في برناي في فرنسا، لاعب كرة قدم بنيني، لعب في فرنسا وإنجلترا وأيرلندا.

## المسيرة المهنية

### نادي نيور
بدأ مسيرته الكروية مع نادي نيور في عام 2003، ولعب معهم حتى عام 2005، وشارك معهم في مباراتين.

### نادي أكرينجتون ستانلي
انتقل بوكو للنادي من نيور في فترة الانتقالات الصيفية في 2005، وأحرز أول هدفين في البطولة عندما فاز الفريق بهدفيه 2-1 على بارنت. وبهذا نال حب المشجعين بشكل سريع.
بعد عودته من كأس الأمم الأفريقية 2008 طلب بوكو من النادي فسخ العقد.

### نادي سليغو روفرز
في 11 فبراير 2008 وقع بوكو لنادي سليغو روفرز الأيرلندي. أحرز بوكو هدفه الأول مع النادي في الدوري في المباراة التي فاز فيها ناديه 3-1 على كوبه رامبلرز. وكان بوكو عاملاً أساسياً لتأهل الفريق إلى الدوري الأوروبي. ترك بوكو الفريق في نهاية موسم 2009.

### برتون ألبيون
انضم بوكو إلى الفريق في 24 فبراير 2010، واستمر معه حتى نهاية الموسم، وقد شارك معه في 8 مباريات.

### سليغو روفرز
عاد بوكو إلى سليغو روفرز في 30 يوليو 2010، وتوج مع الفريق بكأس الاتحاد الأيرلندي-فورد.

### شنغهاي شرق آسيا
انضم بوكو إلى النادي في عقد لعام واحد، ثم عاد بعدها مجدداً إلى سليغو روفرز في 19 ديسمبر 2010.

### سليغو روفرز
بعدما عاد بوكو إلى النادي تمكن من إحراز هدفين للنادي، وهما هدفي الفوز في المباراة التي جمع بين ناديه وبين غلينتوران في ذهاب ربع نهائي كأس سيتانتا، وانتهت المباراة 2-0.
في 31 أغسطس 2012 عاد بوكو إلى ناديه السابق أكرينغتون.

### نادي أكرينغتون ستانلي
أحرز بوكو مع النادي العديد من الأهداف في مرمى العديد من الأندية مثل شلتنهام، وشيسترفيلد، وروتشديل، وبارنت، وبرادفورد سيتي، وعاد من جديد محبوباً ين الجماهير.

### بليموث أرجيل
وقع بوكو للنادي في يوليو 2013، وشارك في 27 مباراة أحرز فيها هدفاً واحداً.

## المسيرة مع المنتخب
شارك بوكو مع المنتخب في كأس الأمم الأفريقية لكرة القدم 2004، وكأس الأمم الأفريقية لكرة القدم 2008، وكأس الأمم الأفريقية 2010، كما شارك مع المنتخب في بطولة أفريقيا لكرة القدم للشباب 2005، وحصل معه على المركز الثالث، ليشارك لأول مرة في كأس العالم للشباب تحت 20 سنة. بوكو أيضاً هو كابتن منتخب بنين لكرة القدم.

## البطولات

### أكرينغتون ستانلي
- بطولة المؤتمر: 2005-06.

### سليغو روفرز
- كأس الاتحاد الأيرلندي لكرة القدم-فورد: 2010.
- كأس الدوري الأيرلندي: 2010.

## وصلات خارجية
- رومالد بوكو على موقع قاعدة بيانات كرة القدم.إي يو (الإنجليزية)
- رومالد بوكو على موقع ناشيونال فوتبول تيمز (الإنجليزية)
- رومالد بوكو على موقع Soccerbase.com (لاعب) (الإنجليزية)
- رومالد بوكو على موقع Soccerway.com (الإنجليزية)
- 2010 African Cup of Nations Profile